# Ашкалийска партия за интеграция
Ашкалийска партия за интеграция (на албански: Partia Ashkalinjëve për Integrim, PAI) е политическа партия за права на националното малцинство на ашкалите в Косово. Основана е през 2010 г. Седалището й е разположено в град Косово поле, Косово. Председател на партията е Беким Арифи.
От създаването си насам, партията има едно място в Събранието на Косово, включително на предсрочните избори през 2017 г. Депутатът Етем Арифи обаче се налага да подаде оставка, тъй като е осъден на повече от година затвор, за измама със субсидии. Неговото място заема Фехми Реджепи от Косовска Митровица.

## Участия в избори

### Парламентарни избори
| Избори | Гласове | %    | Общо места | Места за циганите | +/–          |
| ------ | ------- | ---- | ---------- | ----------------- | ------------ |
| 2010   | 1 386   | 0,20 | 1 / 120    | 1 / 4             | 1            |
| 2014   | 1 583   | 0,22 | 1 / 120    | 1 / 4             | Безизменение |
| 2017   | 2 107   | 0,29 | 1 / 120    | 1 / 4             | Безизменение |
| 2019   | 3 113   | 0,37 | 1 / 120    | 1 / 4             | Безизменение |
| 2021   | 2 138   | 0,25 | 1 / 120    | 1 / 4             | Безизменение |